# Donji Hrastovac
Donji Hrastovac är ett samhälle i Kroatien.   Det ligger i länet Moslavina, i den östra delen av landet, 70 km sydost om huvudstaden Zagreb. Donji Hrastovac ligger 150 meter över havet och antalet invånare är 229.
Terrängen runt Donji Hrastovac är platt. Runt Donji Hrastovac är det ganska tätbefolkat, med 72 invånare per kvadratkilometer. Närmaste större samhälle är Sunja, 4,2 km norr om Donji Hrastovac. I omgivningarna runt Donji Hrastovac växer i huvudsak lövfällande lövskog.